# میکا کوریهارا
میکا کوریهارا (انگلیسی: Mika Kurihara؛ زادهٔ ۱۴ مهٔ ۱۹۸۹) بازیکن بسکتبال اهل ژاپن است.
وی در مسابقات کشوری و بین‌المللی در مجموع برندهٔ ۱ مدال طلا شده‌است.